# Гер'єдален (комуна)
Комуна Гер'єдален (швед. Härjedalens kommun) — адміністративно-територіальна одиниця місцевого самоврядування, що розташована в лені Ємтланд у центральній Швеції на кордоні з Норвегією.
Гер'єдален 5-а за величиною території комуна Швеції. Адміністративний центр комуни — місто Свег.

## Населення
Населення становить 10 223 чоловік (станом на вересень 2012 року). 
| Кількість населення комуни Гер'єдален за 1900-2010 роки | Кількість населення комуни Гер'єдален за 1900-2010 роки | Кількість населення комуни Гер'єдален за 1900-2010 роки | Кількість населення комуни Гер'єдален за 1900-2010 роки | Кількість населення комуни Гер'єдален за 1900-2010 роки |
| ------------------------------------------------------- | ------------------------------------------------------- | ------------------------------------------------------- | ------------------------------------------------------- | ------------------------------------------------------- |
| Рік                                                     |                                                         |                                                         | Населення                                               |                                                         |
| 1900                                                    | 1900                                                    |                                                         | 12 309                                                  | 12 309                                                  |
| 1950                                                    | 1950                                                    |                                                         | 16 080                                                  | 16 080                                                  |
| 1960                                                    | 1960                                                    |                                                         | 15 417                                                  | 15 417                                                  |
| 1975                                                    | 1975                                                    |                                                         | 13 015                                                  | 13 015                                                  |
| 1980                                                    | 1980                                                    |                                                         | 13 096                                                  | 13 096                                                  |
| 1990                                                    | 1990                                                    |                                                         | 12 491                                                  | 12 491                                                  |
| 2000                                                    | 2000                                                    |                                                         | 11 415                                                  | 11 415                                                  |
| 2005                                                    | 2005                                                    |                                                         | 10 889                                                  | 10 889                                                  |
| 2010                                                    | 2010                                                    |                                                         | 10 454                                                  | 10 454                                                  |
| Джерело: SCB                                            |                                                         |                                                         |                                                         |                                                         |

## Населені пункти
Комуні підпорядковано 8 міських поселень (tätort) та низка сільських, більші з яких:
- Свег (Sveg)
- Фунесдален (Funäsdalen)
- Геде (Hede)
- Іттергоґдаль (Ytterhogdal)
- Вемдален (Vemdalen)
- Ульвчелла (Ulvkälla)
- Лілльгердаль (Lillhärdal)

## Галерея

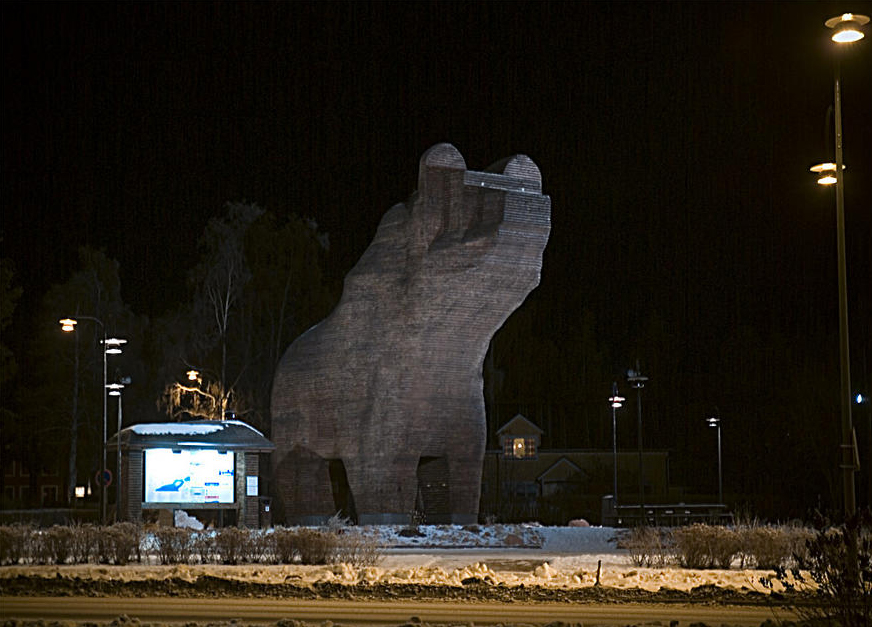
Дерев'яний ведмідь (Свег)
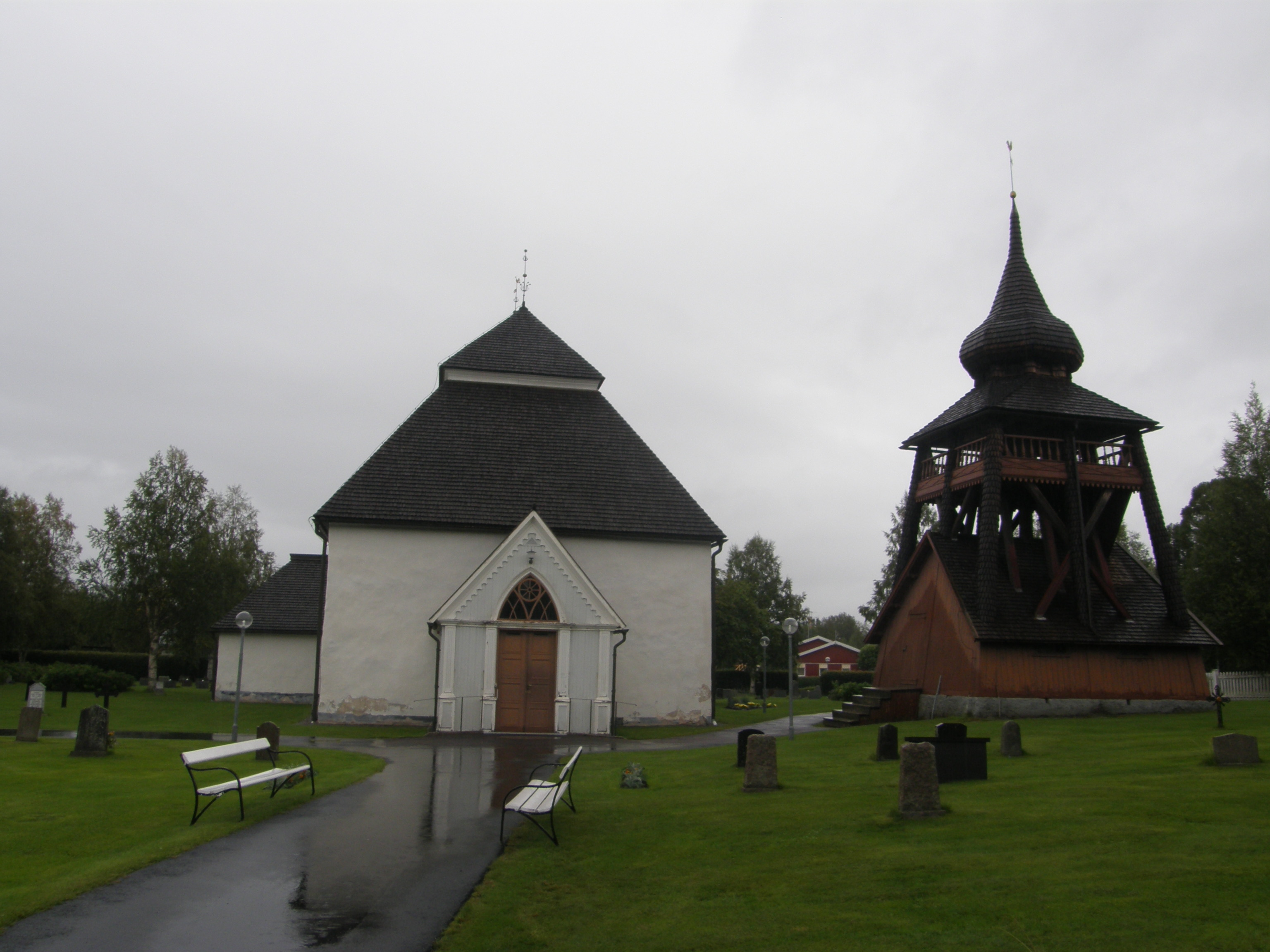
Церква (Геде)
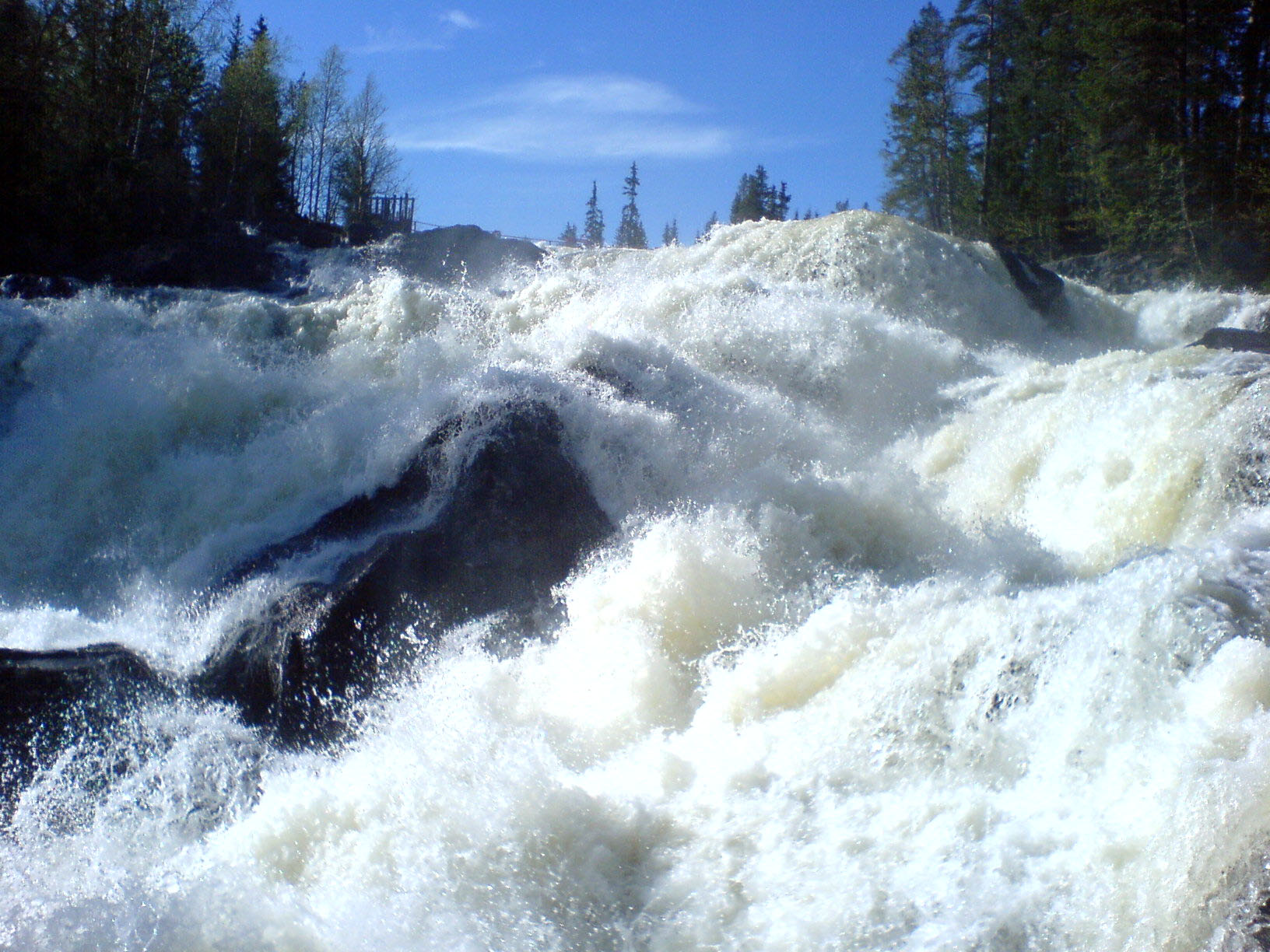
Водоспад Теннес
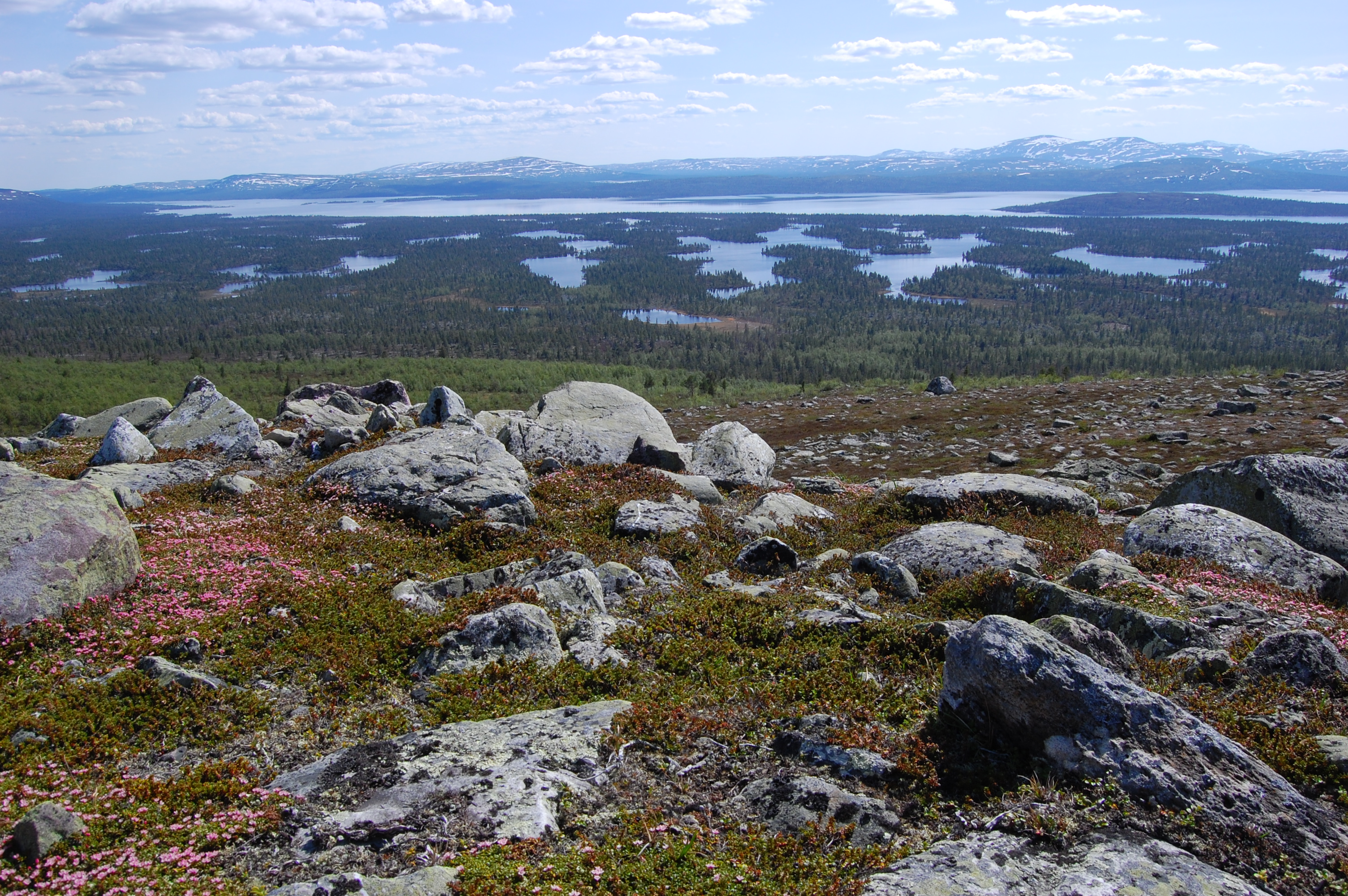
Озеро Руґен

## Виноски
1. ↑  https://www.tidningenharjedalen.se/2024-10-06/vardbitradet-som-blev-kommunalrad/
2. ↑  https://www.svensktnaringsliv.se/regioner/jamtland/jag-tycker-att-vi-ar-oppna-for-diskussion_1167103.html
3. ↑  https://www.herjedalen.se/nyheter/2023/2020-12-16-beslut-nytt-kommunalrad-nasta-ar.html
4. ↑  https://www.op.se/artikel/halvtid-i-harjedalen-anders-haggkvist-c-man-maste-fa-hitta-egna-losningar-har-pa-landsbygden
5. ↑  https://www.op.se/artikel/mot-harjedalens-nya-kommunalrad
6. ↑  https://www.ltz.se/artikel/kommunstyrelsen-i-harjedalen-avgar
7. ↑  https://www.svt.se/nyheter/lokalt/jamtland/gottfrid-gor-comeback-ska-fa-fart-pa-partiet
8. 1 2  https://www.ltz.se/artikel/tack-och-farval-till-radsjobbet
9. ↑  https://wikimedia.se/2022/01/19/nu-kan-vi-fa-veta-vilka-som-har-varit-kommunalrad-i-sverige/
10. ↑  Folkmangd i riket, lan och kommuner (шв.) . Центральне бюро статистики Швеції. Архів оригіналу за 20 серпня 2013. Процитовано 7 лютого 2013.